# April 2019
Dit artikel geeft een chronologisch overzicht van de belangrijkste gebeurtenissen per dag in de maand april van het jaar 2019.

## Gebeurtenissen

### 1 april
- Het Britse Lagerhuis verwerpt opnieuw alle brexit-varianten.[1] De stemming is net als de vorige keer niet bindend. De voorzitter van de Europese Commissie Jean-Claude Juncker zei in een interview met de Italiaanse televisiezender RAI dat het geduld van de Europese Unie met de Britse politici opraakt.[2]

### 2 april
- De Verenigde Staten staken de levering F-35-apparatuur aan Turkije.[3]

### 3 april
- Uit een groot onderzoek van de overheid blijkt dat de opwarming van de Aarde in Canada twee keer zo snel gaat als in de rest van de wereld.[4]
- Het ministerie van Onderwijs, Cultuur en Wetenschap maakt bekend dat bergers het wrak van een schip uit de eerste helft van de zestiende eeuw hebben gevonden bij de Waddeneilanden. Het is het oudste zeevarende schip dat ooit in Nederlandse wateren is aangetroffen.[5]
- De Grondwetgevende vergadering van Venezuela heft de immuniteit van oppositieleider Juan Guaidó op.[6]

### 4 april
- Een commissie van het Amerikaanse Huis van Afgevaardigden dient een formeel verzoek tot inzage in de belastingaangiften van president Trump van de afgelopen zes jaar in bij de Amerikaanse belastingdienst IRS.[7]

### 5 april
- Het Europees Hof voor de Rechten van de Mens vraagt Rusland om opheldering over de ramp met vlucht MH17.[8]
- De regering van de Amerikaanse president Donald Trump kondigt nieuwe economische sancties aan tegen de Venezolaanse president Nicolás Maduro. Zo gaan de Amerikanen sancties treffen tegen meer dan dertig schepen die eigendom zijn van of worden geëxploiteerd door de staatsoliemaatschappij PDVSA.[9]

### 6 april
- Uit een onderzoek blijkt dat vier op de tien Britten lijdt aan brexit-stress. Dat gaat gepaard met symptomen als slapeloosheid, boosheid, depressie en een gevoel van machteloosheid.[10]
- In Berlijn gaan meer dan 25.000 mensen de straat op om te protesteren tegen hoge huren in de Duitse hoofdstad.[11]

### 7 april
- In Sudan gaan tienduizenden mensen de straat op om te protesteren tegen president 
Al-Bashir.[12]
- De Amerikaanse minister van Binnenlandse Veiligheid Kirstjen Nielsen dient haar ontslag in.[13]

### 8 april
- Randolph Alles, de hoogste man van de United States Secret Service, legt zijn functie per direct neer.[14]

### 9 april
- De gemeente Enschede geeft miljoenensteun aan FC Twente en voorkomt hiermee het faillissement van de voetbalclub.[15]
- De christelijke jongerenbeweging Exxpose verzamelt 40.000 handtekeningen voor een verbod op prostitutie in Nederland.[16]
- Overstromingen door hevige regenval in de Braziliaanse stad Rio de Janeiro kosten aan zeker negen mensen het leven.[17]
- In New York is de medische noodtoestand uitgeroepen na een mazelenuitbraak. De noodtoestand geldt in delen van het stadsdeel Brooklyn.

### 10 april
- Internationale wetenschappers slagen voor het eerst erin een foto te maken van een zogeheten supermassief zwart gat. Het zwarte gat op de foto bevindt zich in het sterrenstelsel Messier 87.[18]

### 11 april
- Voorzitter Donald Tusk van de Europese Raad en de Britse premier Theresa May komen overeen dat de brexit wordt uitgesteld tot 31 oktober van dit jaar.[19]
- De Ecuadoraanse president Moreno trekt het asiel van WikiLeaks-oprichter Julian Assange in. Als gevolg hiervan gaat de Britse politie de Ecuadoraanse ambassade in Londen binnen en arresteert Assange.[20] De Amerikaanse autoriteiten vragen zijn uitlevering.[21]
- Het Soedanese leger pleegt een succesvolle coup tegen president Omar al-Bashir na volkprotesten tegen zijn bewind.[22]
- De maanlanding van een Israëlische sonde is mislukt.[23]

### 12 april
- Na aanhoudende volkprotesten treedt interim-president Auf van Soedan af.[24] Hij stelt luitenant-generaal Burhan aan als zijn opvolger.
- In de Braziliaanse stad Rio de Janeiro storten twee gebouwen in door overstromingen door hevige regenval. Hierdoor komen zeker acht mensen om het leven.[25]

### 13 april
- In de Servische hoofdstad Belgrado gaan duizenden mensen de straat op om te protesteren tegen president Vucic.[26]

### 14 april
- Bij de Egyptische stad Caïro ontdekken archeologen een goed bewaarde graftombe uit de vijfde dynastie.[27]

### 15 april
- Een groep van Europese (oud-)politici roept Europa in een brief op om zich te distantiëren van het Midden-Oosten-beleid van de Amerikaanse president Trump. Volgens de ondertekenaars moet Europa nog steeds achter een tweestatenoplossing voor Israël en Palestina staan, met inachtneming van de grenzen van voor de Zesdaagse Oorlog van 1967 en met Jeruzalem als de hoofdstad van beide landen.[28]
- Bij een grote brand raakt de Notre-Dame van Parijs zwaar beschadigd.[29][30][31]

### 16 april
- Het Europees Parlement stemt voor een definitief verbod op pulsvissen.[32]
- Victor Campenaerts verbetert het werelduurrecord wielrennen van Bradley Wiggins. Hij legt op één uur tijd 55,089 km af.

### 17 april
- De Amerikaanse president Trump spreekt zijn veto uit tegen een resolutie van het Congres over het beëindigen van de Amerikaanse militaire steun aan de coalitie onder leiding van Saudi-Arabië die in Jemen vecht tegen de Houthi-rebellen.[33]
- Uit onderzoek van het RIVM blijkt dat vier op de tien sigaretten te veel teer, nicotine en koolmonoxide uitstoten.[34]
- Bij een ongeluk met een toeristenbus op het Portugese eiland Madeira vallen zeker 29 doden en 27 gewonden.[35]

### 18 april
- In Pakistan schieten gewapende mannen veertien inzittenden van zeker vijf bussen dood.[36]

### 21 april
- Bij een reeks bomaanslagen op onder meer drie katholieke kerken en drie luxe hotels in Sri Lanka vallen meer dan honderddertig doden en honderden gewonden.

### 22 april
- Door aardverschuivingen als gevolg van hevige buien in Colombia komen zeker negentien mensen om het leven.[37]

### 23 april
- Een aardbeving met een kracht van 6,5 op de schaal van Richter kost aan zeker elf mensen het leven op de Filipijnen.[38] Ook zijn ruim honderd mensen gewond geraakt.

### 25 april
- Democraat en voormalig vice-president Joe Biden kondigt officieel zijn kandidatuur aan voor de Amerikaanse presidentsverkiezingen 2020.[39]
- Burgemeester Watson van Ottawa kondigt de noodtoestand af in de Canadese hoofdstad vanwege aanhoudende overstromingen.[40]

### 30 april
- De Japanse keizer Akihito treedt na 30 jaar af. Hij wordt opgevolgd door zijn zoon Naruhito.

## Overleden
← · januari · februari · maart · april · mei · juni · juli · augustus · september · oktober · november · december ·  →